# Obeid
L'Obeid, El Obeid, al-Ubaid, o simplement Obeid o Ubaid (àrab: العبيد, al-ʿUbayd), va ser un poblament de la zona meridional de Mesopotàmia. En les seves restes, s'han trobat mostres d'una cultura que es va estendre per tot l'Orient Mitjà. El període en què preval aquesta cultura se'l coneix com a període d'Obeid.

## Història
Els primers enclavaments d'aquesta civilització daten del 5000 aC, però l'esplendor se n'assolí cap al 4500 aC. Al voltant del 4000 aC, s'estén per gran part de l'Orient Mitjà, prolongant-se fins al 3700 aC aproximadament i segons alguns autors fins vers el 3200 aC. El començament d'aquesta etapa coincideix aproximadament amb l'entrada a la regió de nòmades originaris dels monts Zagros.
Arqueològicament, el període d'Obeid està dividit en quatre subperíodes. Segons l'Escola de Lió, cadascun d'aquests es correspon amb un de dels períodes de la història de l'Orient Mitjà; comença l'Obeid I en el «període 6» i acaba en l'Obeid IV en el «període 9». Vers el 3700 a 3300 aC, es dona el període tardà d'Obeid, que no té trencament amb el període inicial d'Uruk que segueix.
| Escola de Lyon | Dates           | Subdivisió |
| -------------- | --------------- | ---------- |
| Període 6      | 5600 aC-5000 aC | Obeid I    |
| Període 7      | 5000 aC-4500 C  | Obeid II   |
| Període 8      | 4500 aC-4100 aC | Obeid III  |
| Període 9      | 4100 aC-3700 aC | Obeid IV   |

A aquesta escala cronològica se li pot afegir un període Obeid O previ, identificat al jaciment de Tell el-'Oueili, que recularia les seves dates fins al 6400 aC.

## Centres
A part dels centres urbans del sud, sobretot Èridu, els principals jaciments són el de Tepe Gaura, Arpachiya i Nínive al Tigris, Nuzi i Tell Shemshara al Zab i Tell Brak al Khabur. Tepe Gaura repeteix la seqüència d'Eridu, però una mica més tard. Al nivell 13, es troba un complex de temples amb tres santuaris que combinen elements meridionals amb elements originals rodejant un pati; edificis de parets primes decorades per fora amb nínxols i entrants i disposició tripartida amb entrada lateral mostren la mateixa elaboració, nivell tècnic i riquesa que els d'Èridu, cosa que prova que les dues àrees de la cultura eren similars en aquestos aspectes. Hi havia, però, algunes diferències i, així, a Tepe Gaura, hi havia edificis rodons derivats de la cultura d'Halaf en el període tardà, que es van mantenir fins al període antic d'Uruk i que a la zona de muntanya de Tepe Gaura fou persistent; els tholoi i els temples d'estil meridional no coincideixen en el temps, i n'hi ha un o l'altre però mai els dos, com una lluita entre la influència d'Halaf i la d'Obeid.
La cultura d'Obeid s'atura al Khabur, però la seva influència s'estén molt més lluny: les ceràmiques de tipus Obeid es troben a l'alta Síria, a Umuq i Ras Shamra, a la costa mediterrània al sud de l'Orontes; a Mersin, al sud-est d'Anatòlia; al curs superior de l'Eufrates; a l'Iran (Siyalk II i III i Tepe Hisar). També s'ha trobat ceràmica d'Obeid a Oman.

## Tecnologia

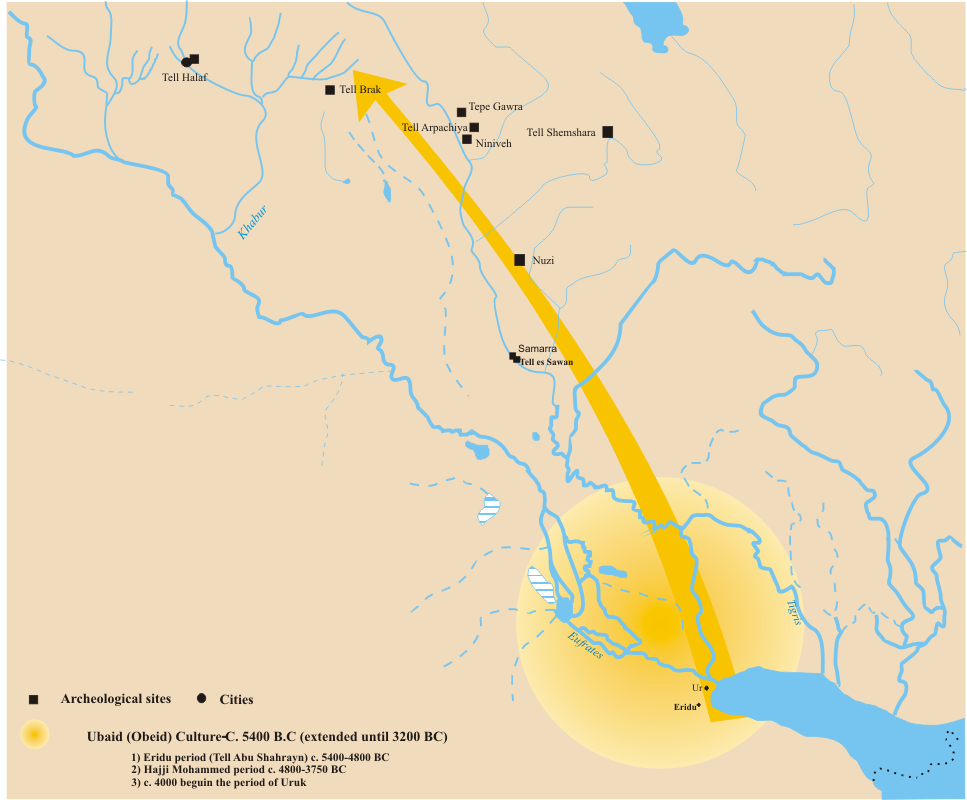
Àrea d'inici de la cultura Obeid, del VI mil·lenni aC, i expansió posterior fins al Khabur.

Durant el període de l'Obeid, l'agricultura avançà gràcies al control de les aigües en superfície, mitjançant tècniques de regadiu a base de canals. Aquest desenvolupament va permetre que l'agricultura proliferés en noves àrees de Mesopotàmia.
La ceràmica d'aquest període es va desenvolupar amb unes característiques diferencials, bastant diferents als de l'anterior cultura d'Halaf, que en tot moment mostren un gran nivell tecnològic. Tot i aquestes característiques diferencials, les produccions tenen una forta inspiració de la cultura de Samarra en els bols, gerros i plats fets d'una pasta beix amb decoració pintada amb motius geomètrics i lineals. Les formes ceràmiques van evolucionant: parets ceràmiques més fines, aparició dels "gots-tortugues", gerros majors, ara dotats d'anses, i fins i tot ampolles amb llargs colls. L'expansió d'aquesta ceràmica per tota la conca mesopotàmica fins a la Mediterrània és una mostra de l'impuls que visqué la cultura de l'Obeid. En un període més proper (Obeid 2), apareixen alguns dels elements clàssics de la cultura material Obeid, com la falç i els claus en ceràmica.
Eren posseïdors de ceràmica polida a torn i realitzaren progressos en la metal·lúrgia, perquè fins i tot se n'han trobat els motllos. Hi ha aparegut també gran quantitat de segells. També hi apareix una especialització artesana (coure repujat). Els metalls provenien del Caucas.

## Religió
En el període Obeid, es poden trobar les primeres restes d'edificis religiosos integrats dins les ciutats. Inicialment tenien la forma de balconades, edificis de planta rectangular i sostre pla. Eixes construccions són l'origen dels ziggurats, formats per la superposició de balconades d'amplada decreixent. Els seus temples eren de majors proporcions que els d'Èridu, i superaven els 12 metres quadrats.
Als dipòsits funeraris, hi destaquen les seves figuretes amb cap en forma de serp. Aquestes determinaven el culte a la dea mare, representada per una serp (s'ha de tindre en compte que les serps eren, en moltes cultures, considerades com un animal benefactor, un aspecte que s'estendrà també pel món grecollatí, però que, amb el pecat original de la tradició cristiana, serà capgirat per entendre la serp com un animal negatiu).

## Cultura
És la primera cultura que desenvolupa uns símbols documentals que diferenciaven cada persona. Aquest distintiu consistia en una planxa de ceràmica, amb incisions dibuixades i impreses. Posteriorment, varen evolucionar cap a uns cilindres que es penjaven del coll. Amb l'aparició del sistema d'escriptura cuneïforme, s'escriuran paraules pròpiament dites. S'aprecia un desenvolupament del comerç, ja que eixos cilindres eren importats d'altres zones.
D'aquesta cultura, en destaquen, entre els seus relats fantàstics, el mite d'Innana o Ishtar. Innana va anar a veure sa germana, la dea dels inferns, que es troba a l'inframon. Haurà de passar per cada porta de la muralla, on anirà dipositant les seves pertinences. Aquesta cultura és considerada com el primer estat de civilització sumèria, encara que no es coneix l'origen real dels sumeris.

## Bibliofrafia
- Huot, J.-L. «Tell el'Oueili. Principaux Résultats de la Quatrième Campagne (1983)». Paléorient, 11, 1, 1985. DOI: doi:10.3406/paleo.1985.4367.

| Predecessor: Cultura Halaf | Alta Mesopotàmia Període 7-9 5000 aC-3800 aC   | Successor: Període d'Uruk |
| Predecessor: Eridu         | Baixa Mesopotàmia Períodes 7-9 5000 aC-3800 aC | Successor: Període d'Uruk |